# 현병철
현병철(玄炳哲, 1944년 3월 19일 ~ )은 한양대학교 법학과 교수를 지낸 대한민국의 법학자이며, 제5·6대 국가인권위원회 위원장을 역임하였다.

## 학력
- 서울중앙고등학교 졸업
- 1970년 원광대학교 법학 학사
- 1973년 성균관대학교 대학원 법학 석사
- 1991년 성균관대학교 대학원 법학 박사

## 경력
- 1976년 한양대학교 법정대학 법학과 전임강사.[1]
- 1983년 3월 한양대학교 법정대학 법학과 학과장.[2]
- 1983년 4월 한양대학교 법정대학 법학과 조교수 임용.[3]
- 1988년 4월 한양대학교 법학대학 법학과 부교수 승진.
- 1991년 한양대학교 교학과장.
- 1993년 3월 한양대학교 법학대학 학장.
- 1995년 3월 ~ 2009년 9월 한양대학교 법과대학 법학과 교수.[4]
- 1997년 ~ 2001년 한양대학교 안산캠퍼스 학생처장.
- 1999년 한양대학교 안산캠퍼스 사무처 처장.
- 2002년 한양대학교 총무처 처장.
- 2003년 한국법률가대회 대회장.
- 2004년 ~ 2006년 한양대학교 행정대학원 원장.
- 2006년 한국비교사법학회 고문.
- 2006년 3월 ~ 2009년 8월 한양사이버대학교 학장.
- 2009년 9월 ~ 한양대학교 법과대학 법학과 명예교수.
- 2009년 7월 20일 ~ 2012년 7월 : 제5대 국가인권위원회 위원장
- 2012년 8월 ~ 2015년 8월 12일 : 제6대 국가인권위원회 위원장

## 서훈
- 2003년 황조근정훈장(2등급).

## 국가인권위원회 위원장

### 국가인권기구 국제조정위원회(ICC) 의장국 후보 포기
2009년 7월 30일 인권위원회는 현병철 위원장 등이 참석한 가운데 상임위원회를 열어 "국내의 인권 현장을 살피는 것이 더 중요하다"며 국가인권기구 국제조정위원회(ICC) 의장국 출마 포기를 결정했다. 인권위는 “의장 기구 수임을 위해 현 위원장 대신 다른 인사를 추천하는 등의 여러 방안을 놓고 타당성과 가능성을 검토한 결과 의장 기구를 맡지 않는 것이 좋다고 판단했다”며 “국제인권기구에서의 역할도 필요하지만 지금은 국내에 산적한 인권 현안을 해결하는데 힘을 쏟는 것이 바람직하다고 의견을 모았다”고 밝혔다.
또한 상임위원회에는 현 위원장을 포함한 4명의 상임위원 전원이 참석해 만장일치로 ICC 의장국 불출마를 결정했다. 현 위원장 역시 “국내 인권 상황에 전력할 때”라며 이에 동의했다. 인권위 관계자는 “조직이 예전에 비해 많이 축소되는 등 과거에 비해 여러 조건이 열악해 주요기구의 의장국 수행보다는 인권위의 역량을 국내에 집중할 필요가 있다고 판단했다”고 말했다.

### 비판
현병철 위원장 취임 후 국가인권위원회의 정권 눈치보기를 비판하며 여러곳에서 사퇴요구가 제기되었다. 인권위가 주최한 청소년 공모전에서 수상자 김은총 양은 "현병철 위원장의 인권위는 상을 줄 자격이 없다"며 대상 수상을 거부하였다.